# 児女英雄伝
『児女英雄伝』（じじょえいゆうでん）とは中国・清末期の文康（ぶんこう）による武侠小説。全40回から構成される。
武侠小説とは当時の大衆小説で、そのヒロインである十三妹（武田泰淳の小説で中国語読みの「シイサンメイ」と読ませたのが有名になったため、日本でも中国語読みで呼ばれることが多い）は戦うヒロイン（女侠）の代表である。多くの読者を得て、その後何度も映画化・ドラマ化された。中国、台湾、香港では京劇などの人気演目であり、女侠といえば十三妹といわれるくらい有名である。

## 概要
馬従善の序によれば、作者の燕北閒人こと文康は満州八旗の鑲紅旗の家に生まれ、費莫（フォイモ）氏である（文康の「文」は名の一部であり、姓ではない）。字を鉄仙といった。正確な生没年は未詳であるが、同治末（1874年）ごろまで生きていたらしい。子供たちが不肖で、家の物を次々に売り払い、晩年は貧しくなったため、この書を記して憂さを晴らしたという。
『児女英雄伝』が書かれたのは作者の晩年のころで、最初は写本として流通していたが、光緒4年（1878年）になって北京聚珍堂から木活字本で出版された。その後、1880年の聚珍堂本には董恂による評が加えられ、1888年に上海蜚英館から出版された石印本で挿絵が追加された。1925年に蜚英館本をもとにして亜東書店から標点本（句読点を付けた刊本）が出版されて普及した。しかし太田辰夫によると、蜚英館や亜東の本は北京語を知らない人によって編集されたために誤りが多く、まったく信用できないという。最終第40回は文康でなく後人がまとめたものという。
本作品は『紅楼夢』を強く意識して書かれており、第34回で本書と『紅楼夢』の登場人物を比較している。『紅楼夢』とは逆に理想的で円満な家庭の姿を描こうとした。胡適は、内容は浅薄、思想は迂腐（陳腐）だが、生き生きしたユーモラスな言い回しのおもしろさがあるとする。
当時の北京語で書かれているが、「説書的」（講釈師）の口調をまねて書かれた地の文はやや文語的な表現を使用している。
男主人公の安公子のモデルは文康のまたいとこである文慶（1822年の進士で、吏部尚書を経て武英殿大学士に至る）とされる。
ヒロインの十三妹（何玉鳳、かぎょくほう）は唐代伝奇の「紅桟の物語」に登場する紅桟や、「聶隠娘」（じょういんじょう）のヒロイン（第16回で名前が出てくる）、あるいは『初刻拍案驚奇』巻4の韋十一娘、王士禎「剣侠伝」（『虞初新志』に収録）などをモデルとしているという。十三妹の主要な戦闘は第6回の能仁寺での戦い、第15回の鄧九公の回想に出てくる周三との戦い、結婚後の第31回の賊との戦いの3回であるが、他にも所々に豪傑ぶりを示す描写がある。

## あらすじ
清の康熙末から雍正のはじめごろの話とされている。北京西郊の双鳳村に住む安学海は漢軍八旗の正黄旗に属し、清廉の人であったが、老年にいたって思いがけず科挙に合格し、南方の地方官の職を得、一人息子を都に残して任地に向かう。しかし汚職の横行する官界で清廉な安学海は総督の談爾音から嫌われ、洪水の危険性がある地域に任命される。前任者の手抜き工事によって洪沢湖が氾濫し、安学海は責任を問われて獄に繋がれる。
安学海の子の安公子（名は驥、号は竜媒。公子＝若旦那）は賠償金を届けるため、自分の科挙を放り出して淮安まで慣れない旅に出るが、雇った荷運び人足が安公子をだまし討ちにして金を盗もうとたくらむ。世間知らずの安公子は彼らに騙されてついていくが、とちゅうで逃げ出した騾馬を追いかけて古寺にたどりつき、そこで一泊することになった。しかし寺の住職は実は赤面虎黒風大王という賊で、安公子を柱に縛り上げて殺そうとする。そこへ現れた女が飛び道具や倭刀（日本刀）を武器にひとりで賊を全滅させる。
女は賊にとらえられていた張金鳳という娘とその両親を助けだす。彼女らは農民だったが道をまちがえてこの寺に入ってしまった。賊が張金鳳を我が物にしようとしたが、金鳳の操が固いために閉じ込められていたのだった。
女は十三妹と名乗り、父が上司の恨みを買って獄死したため、鄧九公という侠客のもとに身を寄せ、父の仇をとろうとしている。悪徳商人やごろつきが奪った金を盗む強盗で生活しているとつげる。
十三妹は金鳳の操の固さに感心し、安公子と無理やり結婚させる。十三妹は去るが、一行は無事淮安に到着し、父は話を聞いて安公子と張金鳳の婚姻を認める。取調べにやってきた安学海の教え子の烏克斎の活躍により総督は収賄が露見して辺境に流刑になり、安学海の名誉は回復される。
十三妹は青雲山中に母と住んでいたが、母が死んだため、後のことを鄧九公にまかせて、いよいよ父の仇を討ちに出立しようとする。いっぽう安学海は十三妹について思い当たることがあり、鄧九公のもとを訪れて、十三妹の正体は何玉鳳であり、彼女の家は自分と父祖以来の親交があること、仇の紀献唐がすでに死んでいることをつげる。十三妹の父は紀献唐の副将だったが、無実の罪を着せられて獄死していた。その後紀献唐は悪事を弾劾され、自尽を命ぜられた。天が自分のかわりに仇を打ってくれたと知った十三妹ははじめて娘らしい様子を見せて父母を思って哭き、母の喪に服する。十三妹を恩人とする山賊たちは一部始終を聞いて改心し、自分たちも山賊をやめて青雲山中で農民になる。
何玉鳳は父の葬儀の後に出家しようとするが、安学海と鄧九公は何玉鳳を説得して安公子と結婚させようとする。何玉鳳は生涯独身の誓いを立てていたので拒絶するが、張金鳳にこんこんと道理で説得され、ついに結婚を承認する。
何玉鳳と張金鳳は安公子が風雅の道に陥っていることを心配し、計略と弁舌によって夫をやりこめ、学問の道に向かわせることに成功する。安公子は学問に励み、郷試に合格して挙人の第六名となり、翌年の会試・殿試にも及第して進士（八旗としては異例の探花）となった。その後も急速に昇進して国子祭酒にまで出世する。
安学海はふたたび鄧九公のもとに逗留する。旅の途中でかつて自分を陥れた談爾音が没落しているのに偶然会うが、彼を許して銀子を送る。
安公子はウリヤスタイ参賛大臣に任命されるが、任地が遠く、妊娠しているためにともに任地に赴くことができない妻たちは悲しみ、夫のために苗族の長姐児を妾として同行させることにする。しかし烏克斎の尽力で結局山東に任地が変わり、ウリヤスタイに行く必要はなくなる。

## 日本語訳
奥野信太郎監訳、村松暎、常石茂、立間祥介らによる共訳
- 『児女英雄伝（上）』平凡社〈中国古典文学全集 29〉、1960年。（25回目まで）
- 『児女英雄伝（下）・鏡花縁』平凡社〈中国古典文学全集 30〉、1961年。

立間祥介による抄訳版
- 『児女英雄伝（抄）』平凡社〈中国古典文学大系 47〉、1971年。

## 児女英雄伝にもとづく作品
- 『十三妹』（小説・日本・武田泰淳著、1965年、朝日新聞連載時には「中国忍者伝」という副題が付いていた。『児女英雄伝』に『三侠五義』と『聊斎志異』を組み合わせた荒唐無稽な内容になっている。2002年に中公文庫で刊行）、ISBN 978-4122040205
- 『十三妹 : 絵物語』全2巻（日本・山川惣治著、1983-1984年、角川書店）1)ISBN 978-4048520263、2)ISBN 978-4048520270
- 『児女英雄伝』 全2巻（漫画・日本・松本零士著、1999年、潮出版社＜希望コミックス＞。龍鳳七星剣を得た十三妹が13人の侠客を迎え撃つ内容で、SFにアレンジされ、未来が舞台である。2巻までで中断している） 1)ISBN 978-4267903397、2)ISBN 978-4267903427
- 『黄土の嵐』（TVドラマ・1980年日本・日本テレビ系）安公子が主人公になっている。十三妹は主人公を見守る十三手観音の化身という設定で、ピンチになると神通力を発揮する。
- 『侠女十三妹（中国語版）』（映画・1986年日中合作 / 監督：村川透、楊啓天 / 監修：舛田利雄）（3D方式で製作されたイベント映画。日本国内では全国各地のホールなどで巡回上映の後、3-D VHDのローンチタイトルの一本として発売された。VHS邦題『侠女十三妹 カンフー艶舞』、演：ティン・ナン（中国語版））
- 『ポートランド・ストリート・ブルース』（映画・1999年・香港、原題：古惑仔情義編之洪興十三妹）（現代香港が舞台のレズビアン映画）
- 『十三妹』（京劇）（2014年9月13～14日・成城ホール[6]にて新潮劇院による日本初上演）

## 注・出典
1. 1 2 3  太田(1988) p.299
2. 1 2 3 4  中国古典文学全集29の常石茂による解説による
3. ↑  『児女英雄伝（抄）』 立間祥介 訳 平凡社 中国古典文学大系47 解説二、六
4. ↑  太田(1988) p.323
5. ↑  太田(1988) pp.300-302
6. ↑  東京都世田谷区成城6-2-1